# Telliclio nonnae
Telliclio nonnae är en ringmaskart som beskrevs av Timm 1978. Telliclio nonnae ingår i släktet Telliclio och familjen glattmaskar. Inga underarter finns listade i Catalogue of Life.